# Nguyễn Quốc Diệp
Nguyễn Quốc Diệp là Thiếu tướng Công an nhân dân Việt Nam. Ông từng giữ chức vụ Phó Cục trưởng Cục Cảnh sát giao thông, Bộ Công an (Việt Nam).

## Tiểu sử
Nguyễn Quốc Diệp là đảng viên Đảng Cộng sản Việt Nam.
Ngày 17 tháng 6 năm 2013, Đại tá Nguyễn Quốc Diệp, Phó Giám đốc Công an tỉnh Tiền Giang được Bộ trưởng Bộ Công an Việt Nam bổ nhiệm giữ chức vụ Giám đốc Công an tỉnh Tiền Giang.
Năm 2014, ông là ủy viên Ban thường vụ Tỉnh ủy Tiền Giang.
Sáng ngày 29 tháng 9 năm 2015, Thiếu tướng Nguyễn Quốc Diệp thôi giữ chức vụ Giám đốc Công an tỉnh Tiền Giang, đến công tác và giữ chức vụ Phó Cục trưởng Cục Cảnh sát giao thông, Bộ Công an (Việt Nam). Thay thế ông giữ chức vụ Giám đốc Công an tỉnh Tiền Giang là Đại tá Nguyễn Hữu Trí, sinh năm 1959, Phó Giám đốc Công an tỉnh này.
Ông giữ chức vụ này cho đến tháng 1 năm 2018.
Tháng 12 năm 2015, Thủ tướng Nguyễn Tấn Dũng phê chuẩn miễn nhiệm chức vụ Ủy ban nhân dân tỉnh Tiền Giang đối với Nguyễn Quốc Diệp.

## Lịch sử thụ phong quân hàm
- Đại tá
- Thiếu tướng (2015)